# Semmelweis Egyetem Belgyógyászati és Onkológiai Klinika
A Semmelweis Egyetem Semmelweis Egyetem Belgyógyászati és Onkológiai Klinikája (korábban I. Számú Belgyógyászati Klinika) egy nagy múltú budapesti egészségügyi intézmény.

## Története
A Budapest józsefvárosi úgynevezett külső klinikai tömb épületeként, a Korányi Sándor utca 2/a szám alatt fekvő Belgyógyászati Klinika 1908 és 1910 között épült Korb Flóris és Giergl Kálmán tervei alapján. A betegellátás a Klinikán 2023-ban 133 fekvőágyon, 12 különböző ambulancián zajlik. Elsősorban endokrinológiai, gasztroenterológiai, diabetológiai, nefrológiai, immunológiai, szív- és érrendszeri problémákkal küzdők kapnak segítséget az intézményben. 2020. január 1-től a Semmelweis Egyetem az önálló Onkológiai Központja a Belgyógyászati és Onkológiai Klinika ún. Onkológiai Profiljaként folytatja a működését. 
A klinika – a többi klinikához hasonlóan –  oktató tevékenységet folytat. A tantárgyakat (belgyógyászati propedeutika, endokrinológia, anyagcsere-csontbetegségek, nefrológia, gasztroenterológia) három nyelven (magyar, angol, német) oktatja, így az orvosi pályára készülők elmélyedhetnek a belgyógyászat elméleti és gyakorlati alapjaiban. 
A Klinika az ország egyik vezető belgyógyászati kutatási műhelye.

## Képtár

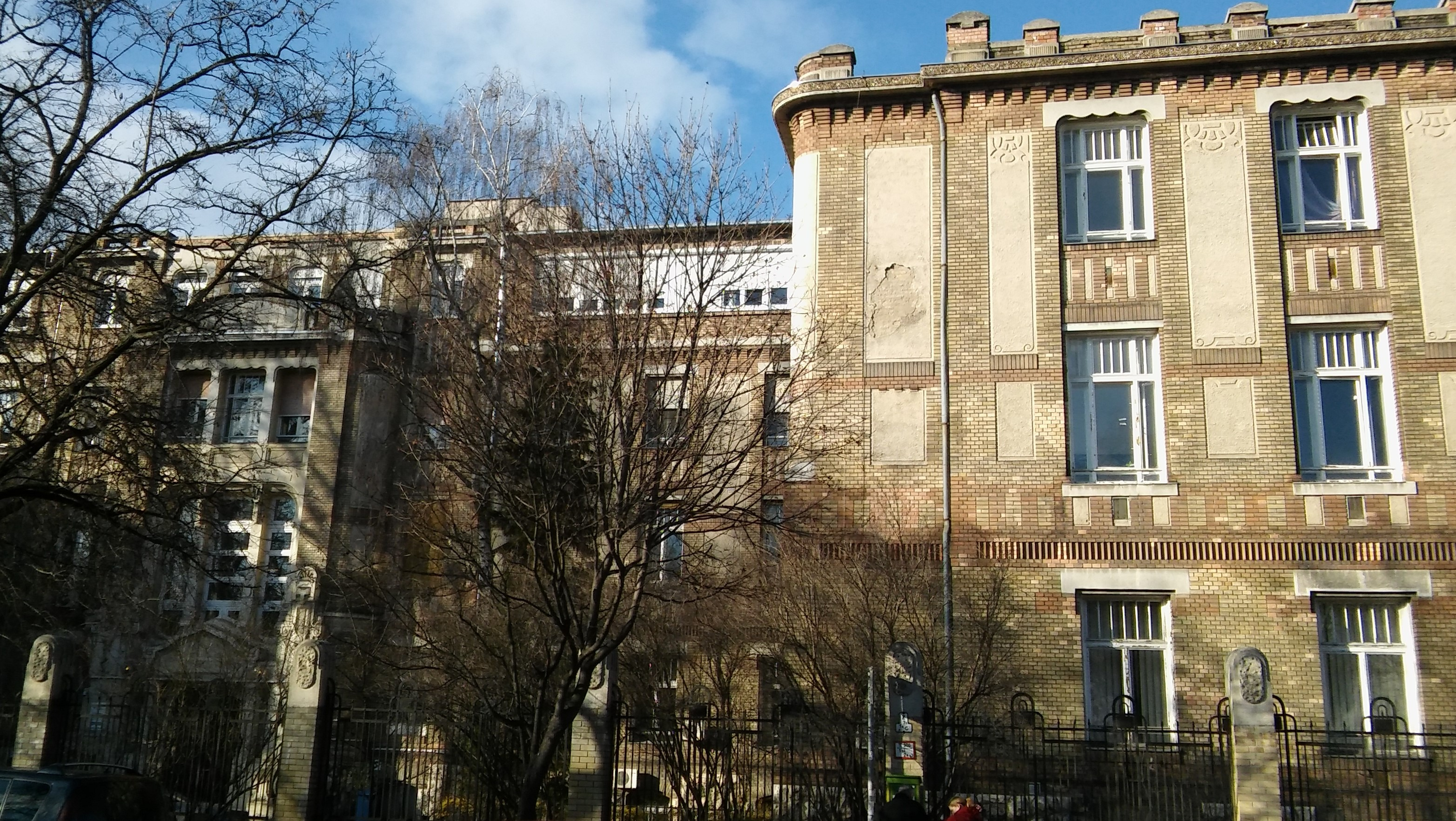
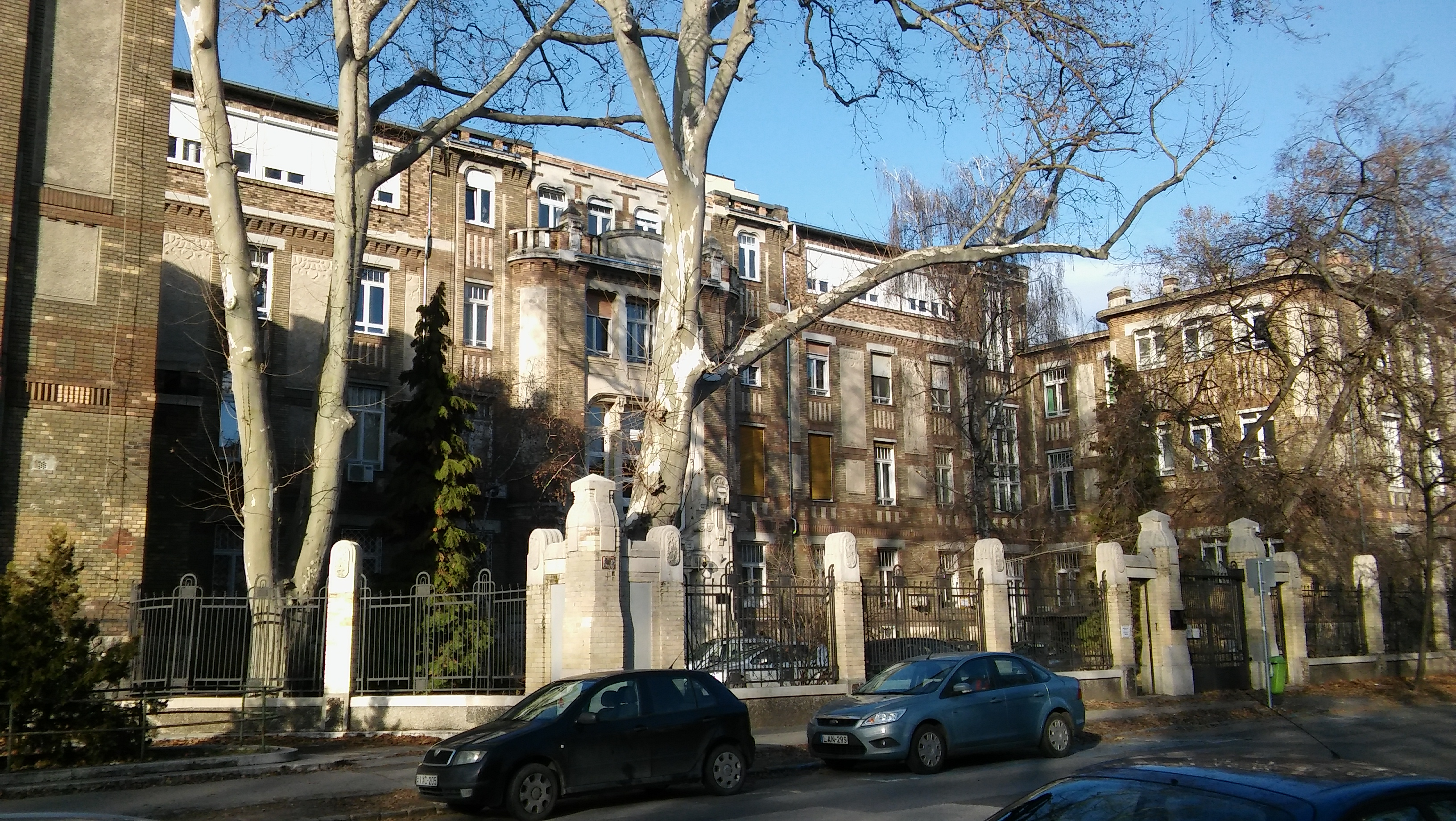
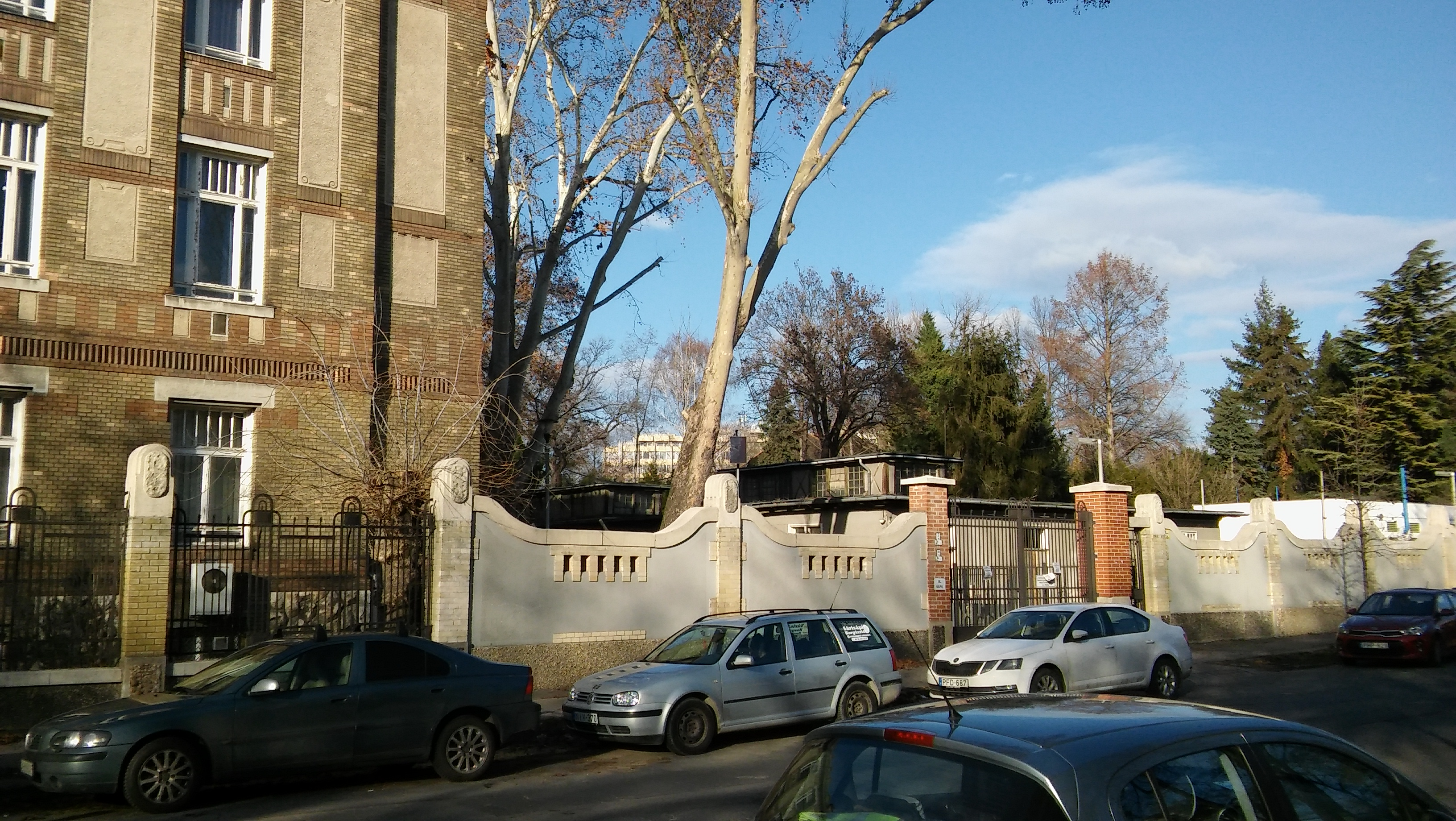
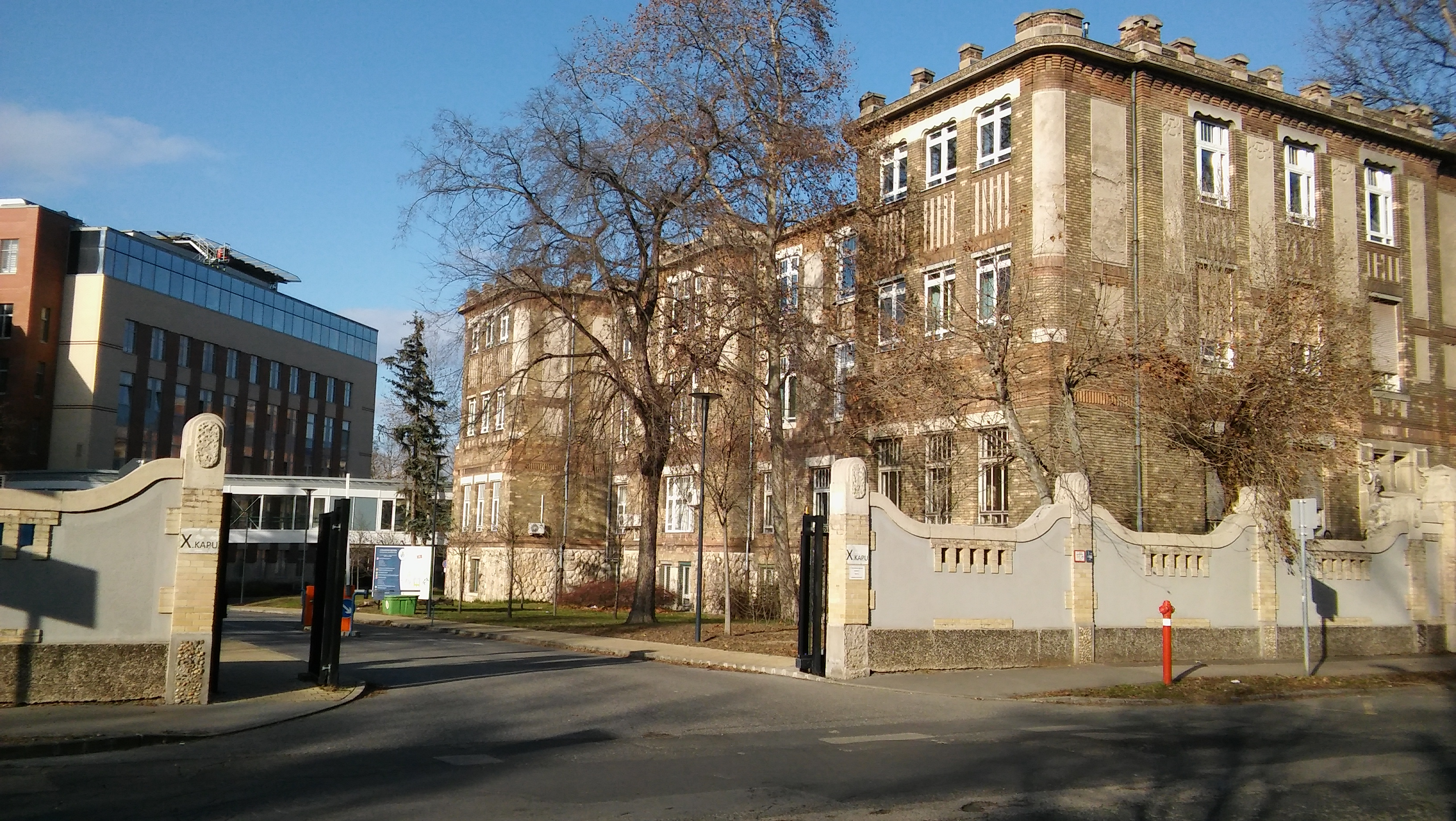
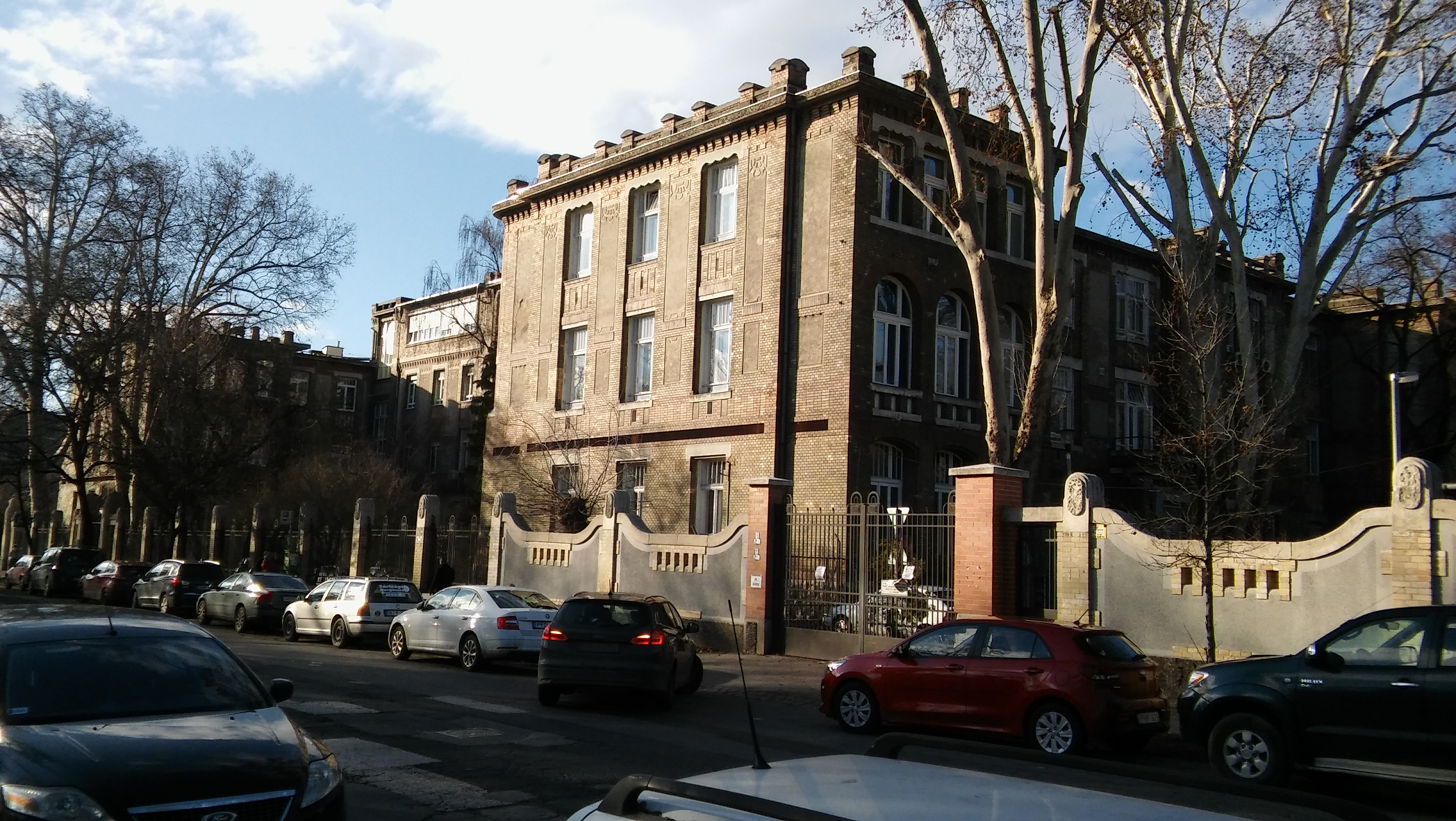
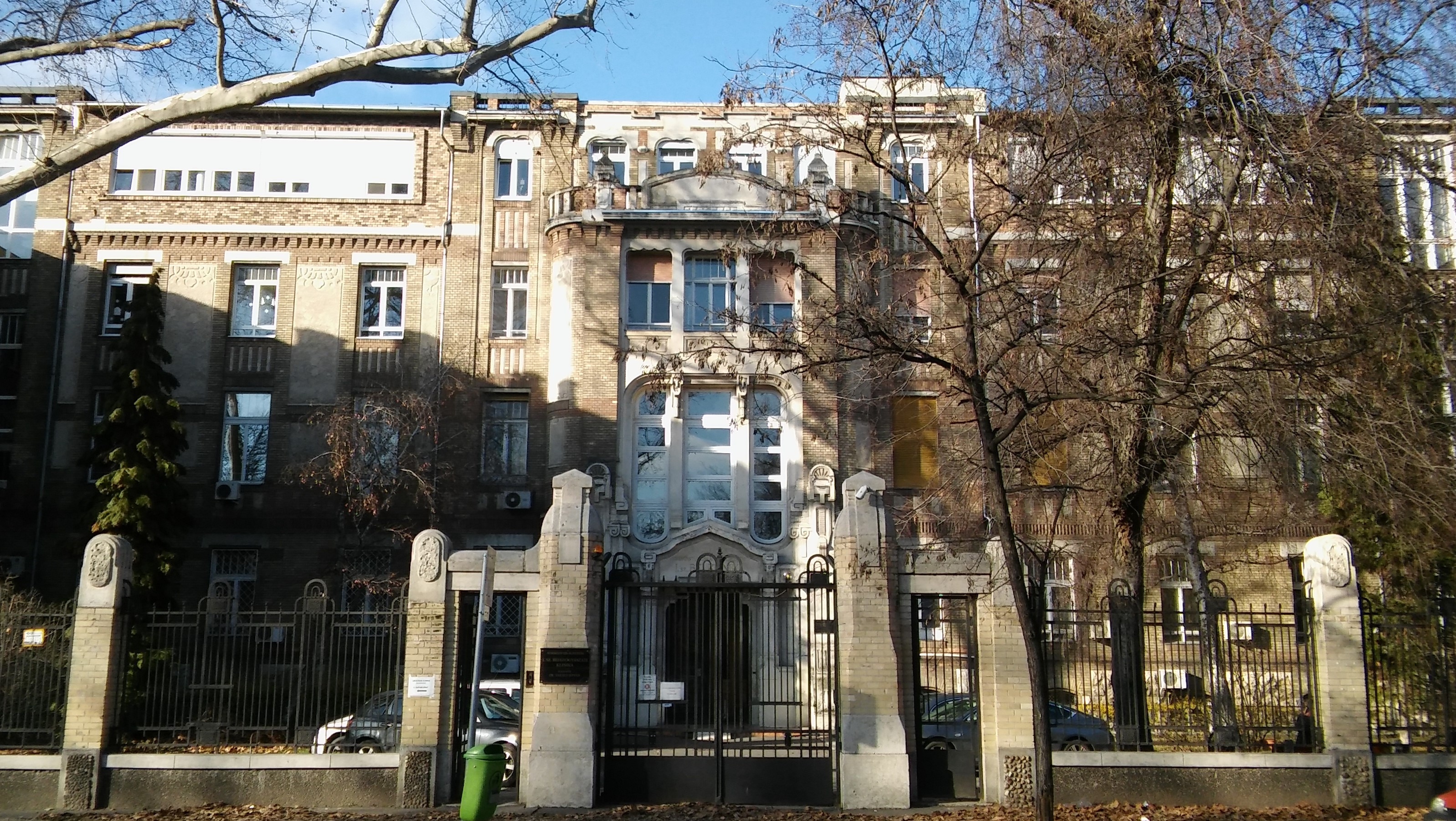
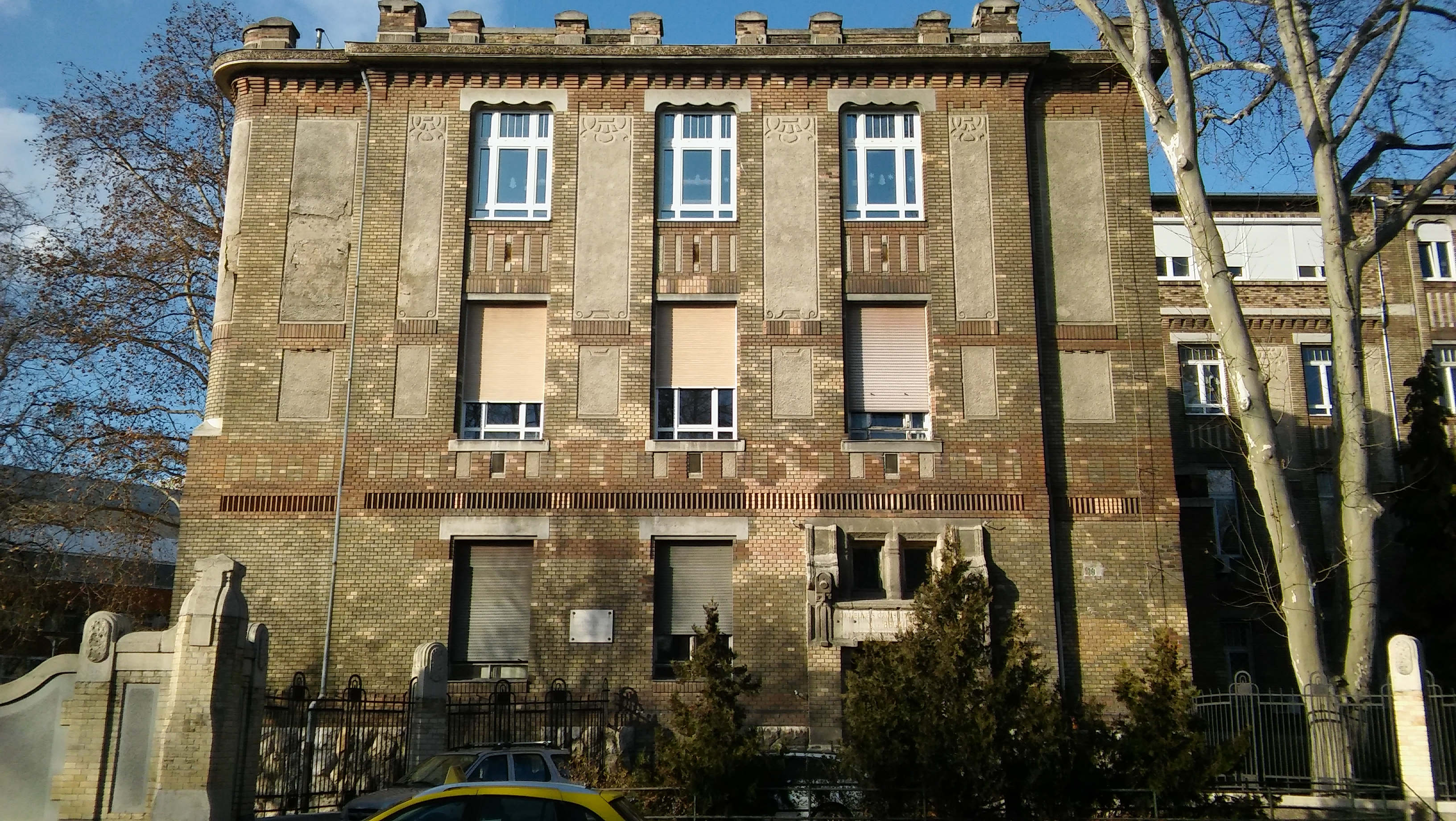
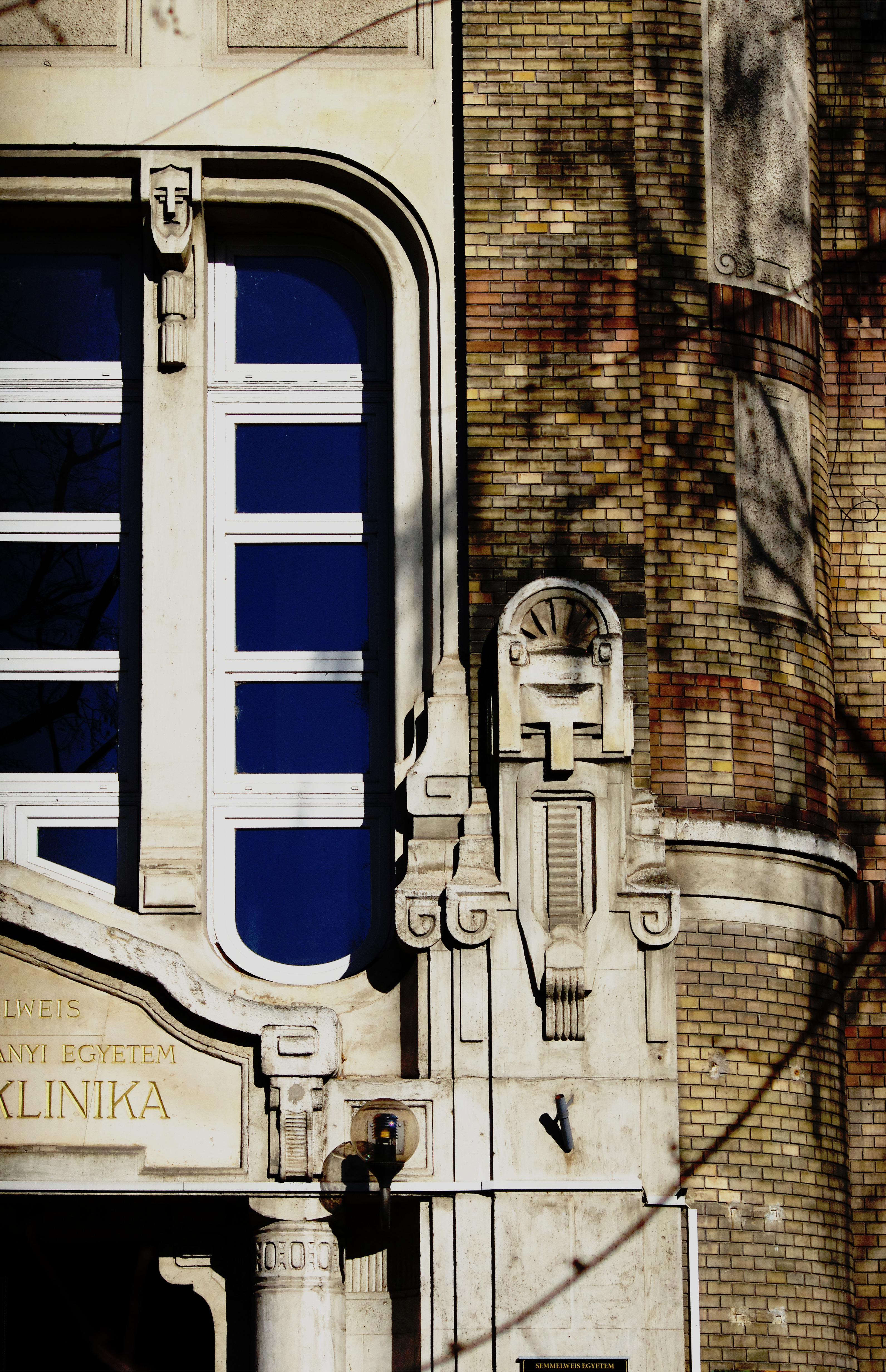
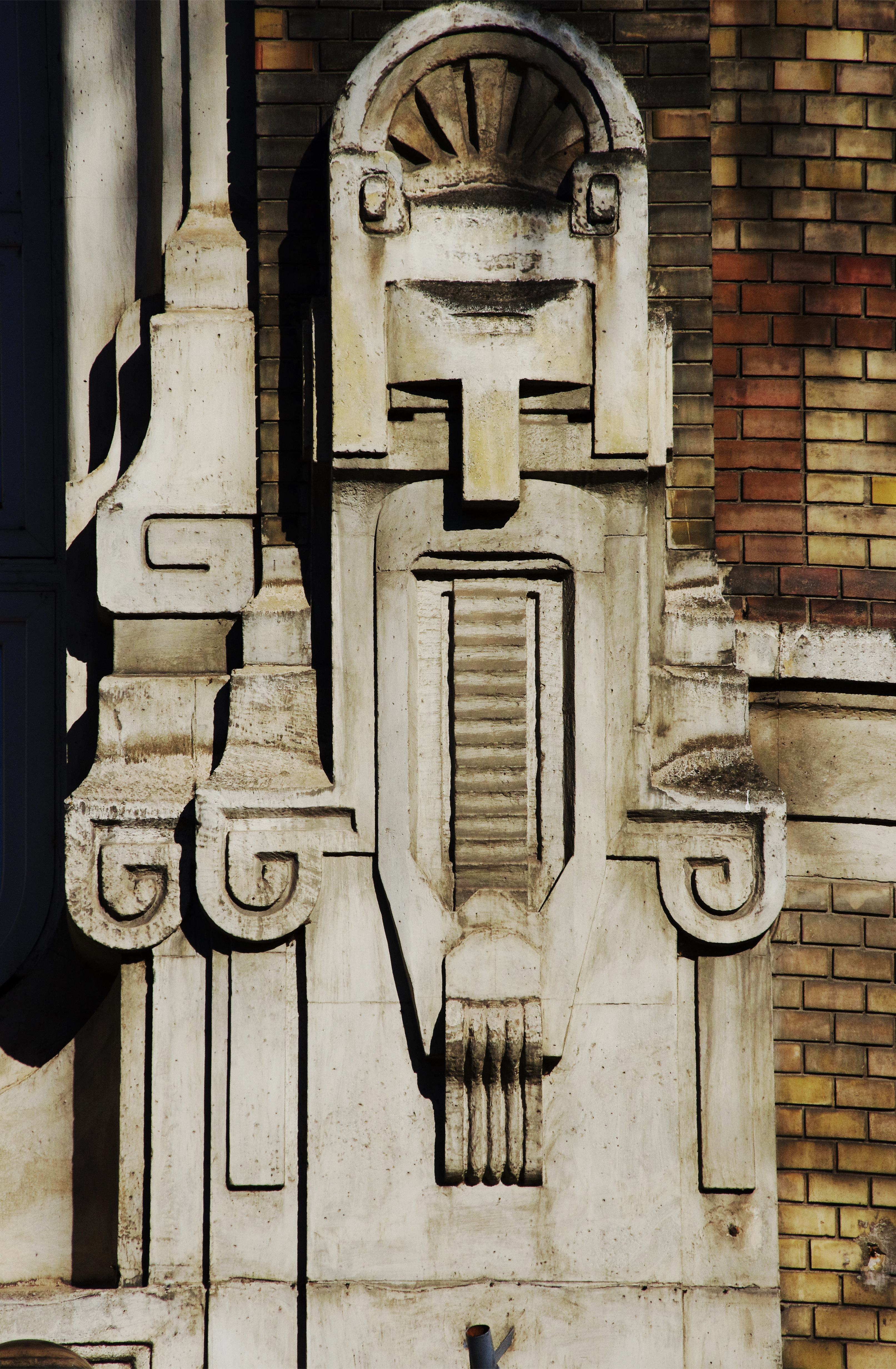

## Egyéb szakirodalom
- Pestessy József: Józsefvárosi orvosok, kórházak, klinikák, Budapest Józsefvárosi Önkormányzat, Budapest, 2002